# Àcid taurocòlic
L'àcid taurocòlic procedeix d'un dels àcids biliars, l'àcid còlic, conjugat amb l'aminoàcid taurina en el carboni 17. Aquest àcid, amb sodi i potassi, forma una de les sals biliars.
Per a ús comercial, l'àcid taurocòlic es fabrica a partir de la bilis del bestiar, com un subproducte de la indústria processadora de carn. Aquest àcid és també una de les moltes molècules en el cos que té el colesterol com al seu precursor.